# Argus (Schiff, 1918)
Die Argus, auch HMS Argus (Kennung: I49), war der erste noch vor Ende des Ersten Weltkrieges fertiggestellte echte Flugzeugträger der britischen Marine.

## Allgemeines
Die Argus war ein Umbau eines ursprünglich als Conte Rosso der Lloyd Sabaudo-Linie begonnenen, halbfertigen Fahrgastschiffes. Dieses war bei der Werft William Beardmore and Company in Dalmuir bei Glasgow auf Kiel gelegt und der Bau dann eingestellt worden. Die Marine erwarb das halbfertige Schiff, das als Flugzeugträger fertiggebaut wurde. Der Stapellauf war am 2. Dezember 1917, am 16. September 1918 wurde das Schiff in Dienst gestellt.
Das Schiff war ein Träger vom „insellosen“ Typ, ein Glattdeckträger, das heißt, das Flugdeck war eine Fläche über das gesamte Deck des Schiffes ohne jegliche Aufbauten. Ursprünglich waren Aufbauten geplant gewesen, die das Flugdeck in zwei Bereiche – Start- und Landebahn – getrennt hätten. Der Bereich für den Start wäre vor und der Bereich für die Landung hinter den in der Mitte befindlichen Aufbauten gewesen, aber Erfahrungen mit der Furious hatten gezeigt, dass die durch die Aufbauten verursachten Luftverwirbelungen die Landung sehr gefährlich und schwierig machten. Aus diesem Grund wurde auf Aufbauten zugunsten eines durchgehenden Flugdecks verzichtet. Da es durch diese Bauweise keinen Schornstein gab, wurden die Rauchgase der Dampfmaschinen des Schiffes unter dem Flugdeck zum Heck des Schiffes geleitet, wo sie unter dem Ende des Flugdecks abziehen konnten. Vorne im Flugdeck gab es einen versenkbaren Steuerstand. Auf Marschfahrt wurde das Schiff von dort aus gesteuert, und bei Flugbetrieb wurde der Steuerstand bündig mit dem Flugdeck versenkt.
Unter dem Flugdeck lag das Hangardeck, welches in der Hauptdecksebene des Schiffes lag. Zum Transport der Flugzeuge vom Hangar auf das Flugdeck und zurückgab es zwei unterschiedlich große Aufzüge mit den Maßen 11 × 9 Meter hinten und 18 × 5,5 Meter vorne.

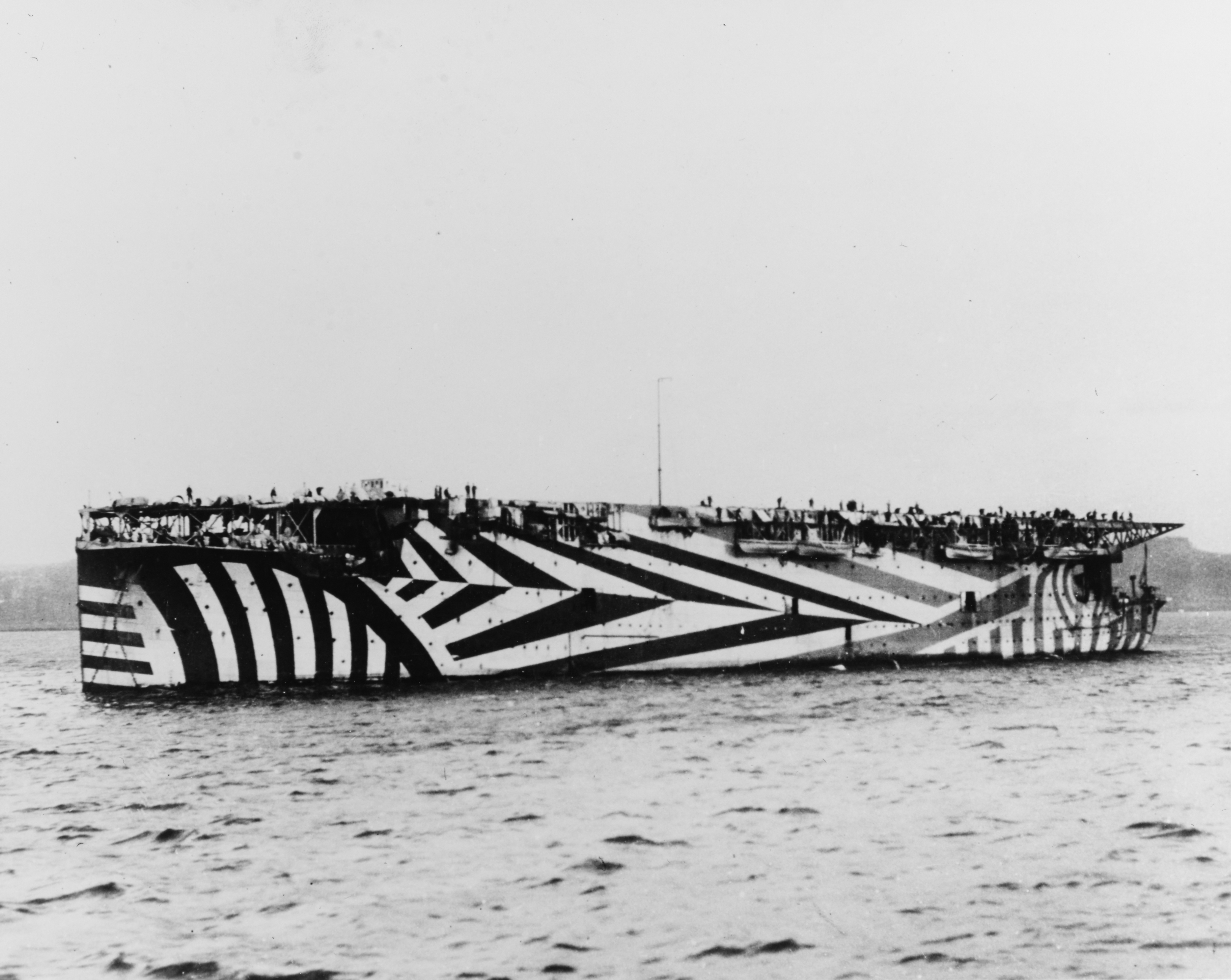
Die Argus im sog. „Dazzle-Farbschema“, 1918

Zum ersten Mal eingesetzt wurde die Argus im Sommer 1919, als sie Flugzeuge für die britischen Interventionsstreitkräfte nach Murmansk transportierte. Zwischen 1925 und 1926 wurde sie mit zusätzlichen Torpedoschutzwülsten (Torpedos explodierten damals noch nicht mit Näherungszündern unter dem Kiel, um diesen zu brechen, sondern schlugen in die Schiffswände ein und hatten meist primär Aufschlagzünder) ausgerüstet, um ihre Überlebensfähigkeit im Gefecht zu verbessern. Das Schiff war als ursprüngliches Passagierschiff nicht gepanzert.
Nach dieser Umrüstung diente sie im Atlantik, im Mittelmeer und auf der „China-Station“. Sie wurde am 7. Mai 1930 in Portsmouth vom aktiven Dienst in die Reserve überstellt. Am 28. Mai 1938 wurde sie dann als Schulschiff für die Pilotenausbildung wieder in den aktiven Dienst überstellt, wo sie zum Training von Deckslandungen und -starts diente. Es wurde auch ein Katapult für ferngesteuerte Zielflugzeuge für die Jagdpilotenausbildung installiert, aber diese Aufgabe war eher sekundär. Im Zweiten Weltkrieg war sie weiterhin Schulschiff und wurde auch als Transporter für Flugzeuge, unter anderem nach Nordafrika, Malta und Murmansk, verwendet. Sie war auch Geleitschiff einiger Geleitzüge im Nordatlantik. Bei der Operation Torch (der Landung der Alliierten in Französisch-Nordafrika) wurde sie durch eine Bombe eines deutschen Flugzeugs beschädigt.
Als 1944 deutlich wurde, dass der allgemeine Zustand des Schiffes so schlecht war, dass es nicht mehr im aktiven Dienst verbleiben konnte, wurde es am 21. Oktober 1944 außer Dienst gestellt. Danach diente es noch bis zum 5. Dezember 1946, als es zur Verschrottung verkauft wurde, in Chatham als Hulk (Wohnschiff) und wurde im Jahre 1947 in Inverkeithing abgewrackt.